# 東高阿特拉斯山脈國家公園
32°15′N 5°25′W / 32.250°N 5.417°W
東高阿特拉斯山脈國家公園（阿拉伯语：‎），是摩洛哥的國家公園，位於高阿特拉斯山脈東部地區，成立於2005年，面積490平方公里，部分地區在2005年被列入《濕地公約》的重要濕地。